# Líbano en los Juegos Olímpicos de Lake Placid 1980
Líbano estuvo representado en los Juegos Olímpicos de Lake Placid 1980 por tres deportistas, dos hombres y una mujer, que compitieron en esquí alpino.
El portador de la bandera en la ceremonia de apertura fue el esquiador alpino Edward Samen.